# Naillat
Naillat é uma comuna francesa na região administrativa da Nova Aquitânia, no departamento de Creuse. Estende-se por uma área de 36,23 km². Em 2010 a comuna tinha 650 habitantes (densidade: 17,9 hab./km²).